# Eleições legislativas na Islândia em 2016
As Eleições Parlamentares na Islândia ocorreram em 29 de outubro de 2016.

Inicialmente esta eleição estava prevista para acontecer somente em 27 de abril de 2017, mas após os protestos contra o governo da Islândia em 2016, a coalizão do governo anunciou que as ditas eleições seriam realizadas "no outono".
O Partido da Independência emergiu como o maior do Althing, ganhando 21 dos 63 assentos; o Partido do Progresso, que havia ganho a maioria dos assentos nas eleições 2013, perdeu mais de metade dos seus assentos, sendo ultrapassado pela Esquerda Verde e o Partido Pirata. Dos 63 deputados eleitos, 30 eram do sexo feminino, dando à Islândia a maior proporção de deputadas na Europa.

## Resultados oficiais
| Partido                 | Partido                     | Votos   | %     | +/-   | Deputados | +/-     |
| ----------------------- | --------------------------- | ------- | ----- | ----- | --------- | ------- |
|                         | Partido da Independência    | 54 990  | 29,00 | 2,30  | 21 / 63   | 2       |
|                         | Movimento de Esquerda Verde | 30 166  | 15,91 | 5,04  | 10 / 63   | 3       |
|                         | Partido Pirata              | 27 449  | 14,48 | 9,38  | 10 / 63   | 7       |
|                         | Partido do Progresso        | 21 791  | 11,49 | 12,94 | 8 / 63    | 11      |
|                         | Partido da Reforma          | 19 870  | 10,48 | Novo  | 7 / 63    | Novo    |
|                         | Futuro Luminoso             | 13 578  | 7,16  | 1,09  | 4 / 63    | 2       |
|                         | Aliança Social Democrática  | 10 893  | 5,74  | 7,11  | 3 / 63    | 6       |
|                         | Partido Popular             | 6 707   | 3,54  | Novo  | 0 / 63    | Novo    |
|                         | Aurora                      | 3 275   | 1,73  | 1,37  | 0 / 63    | Estável |
|                         | Outros                      | 911     | 0,48  |       | 0 / 63    |         |
| Votos Inválidos         | Votos Inválidos             | 5 574   | 2,86  | 0,69  |           |         |
| Total                   | Total                       | 195 204 | 100   |       | 63 / 63   |         |
| Eleitorado/Participação | Eleitorado/Participação     | 246 511 | 79,19 | 2,24  |           |         |
| Fonte                   | Fonte                       | [ 3 ]   | [ 3 ] | [ 3 ] | [ 3 ]     | [ 3 ]   |